# José Noriel Portillo Gil
José Noriel Portillo Gil (Urique, Chihuahua, 12 de mayo de 1992-Choix, Sinaloa, 17 de marzo de 2023) fue un narcotraficante mexicano, quién dirigía una célula del grupo delictivo Gente Nueva, considerado como el brazo armado y operativo del Cártel de Sinaloa en Chihuahua.

## Asesinato de Patrick Braxton
En octubre de 2018 un profesor estadounidense de 35 años, Patrick Braxton-Andrews, desapareció mientras vacacionaba en Urique, Chihuahua. Días después, se confirmaría su muerte a manos de Portillo Gil, quien supuestamente lo habría confundido con un agente de la DEA. El Gobernador de Chihuahua Javier Corral Jurado aseguró que se haría todo por capturarlo, pero esto nunca sucedió.

## Asesinatos de Cerocahui
El 20 de junio de 2022, Portillo protagonizó una serie de hechos violentos en la comunidad de Cerocahui, en Urique, Chih., en los que murieron dos sacerdotes jesuitas, Joaquín Mora y Javier Campos, el guía de turistas Pedro Palma y el beisbolista Poul Osvaldo Berrelleza, hechos que lo volvieron a colocar en la mira de las autoridades y la prensa. La Fiscalía de Chihuahua ofreció 5 millones de pesos a quien diera información que pudiera conducir a su captura.

## Muerte
El 22 de marzo de 2023, el presidente Andrés Manuel López Obrador confirmó que en el municipio de Choix, Sin. fue encontrado un cuerpo sin vida cuyas características coinciden con los de José Noriel Portillo. Aunque sus familiares reconocieron su cadáver, peritos de la Fiscalía General del Estado (FGE) de Sinaloa realizaron las pruebas de ADN para confirmar su identidad. El 23 de marzo, López Obrador informó que el cuerpo encontrado si correspondía a Portillo Gil.